# Vincent Gérard
Vincent Gérard, född 16 december 1986 i Woippy, är en fransk handbollsmålvakt. Han har spelat över 60 landskamper för Frankrikes landslag och var bland annat med och vann EM-guld 2014, OS-silver 2016, VM-guld 2017 och OS-guld 2020. 
Vid OS 2020 blev han invald till All-Star Team som bäste målvakt.

## Klubbar
- SMEC Metz (2003–2006)
- Montpellier HB (2006–2008)
- Istres Ouest Provence HB (2008–2010)
- Dunkerque HGL (2010–2015)
- Montpellier HB (2015–2019)
- Paris Saint-Germain HB (2019–2022)
- Saint-Raphaël Var HB (2022–2023)
- THW Kiel (2023–2024)
- Istres Provence HB (2024–)

## Meriter i urval
Med klubblag
- Champions League-mästare 2018 med Montpellier HB
- Fransk mästare fem gånger: 2008 (med Montpellier HB), 2014 (med Dunkerque HGL), 2020, 2021 och 2022 (med Paris Saint-Germain HB)

Individuellt
- Årets handbollsspelare i Frankrike – Bästa målvakt,  2011
- Årets handbollsspelare i Frankrike – Bästa målvakt,  2013
- Årets handbollsspelare i Frankrike – Bästa målvakt,  2014
- Riddare av Nationalförtjänstorden,  30 november 2016[2]
- Årets handbollsspelare i Frankrike – Bästa målvakt,  2017
- Årets handbollsspelare i Frankrike – Bästa målvakt,  2018
- Riddare av Hederslegionen,  8 september 2021[3]

[Redigera Wikidata]